# لزلی وورمالد
لزلی وورمالد (انگلیسی: Leslie Wormald; ۱۹ اوت ۱۸۹۰ – ۱۰ ژوئیهٔ ۱۹۶۵) قایقران روئینگ اهل بریتانیا بود.